# أحمد المؤذن
أحمد محمد محسن حسن المؤذن ويشتهر أحمد المؤذن (مواليد 8 ديسمبر 1973 في كرزكان، البحرين) هو كاتب بحريني. وهو عضو في أسرة أدباء وكتاب البحرين، وعضو في مركز كرزكان الثقافي والرياضي، وعضو في الملتقى الثقافي الأهلي، وعضو مؤسس في صفحة ملتقى الشباب الثقافي في جريدة أخبار الخليج، ومؤسس في مسرح الريف في البحرين. اختيرت بعض أعماله القصصية وتم تحويلها لمسرحيات وأفلام قصيرة، كما اختارت وزارة التربية و التعليم البحرينية قصة «الدكان» من مجموعته «أنثى لا تحب المطر» لتكون ضمن منهج اللغة العربية للمرحلة الثانوية عام 2010.

## مؤلفاته
- «أنثى لا تحب المطر» (مجموعة قصصية)، 2003[5]
- «من غابات الأسمنت» (مجموعة قصصية)، 2006[6]
- «نظرات في الفقه والتاريخ»، 2007[7]
- «رجل للبيع» (مجموعة قصصية)، 2009
- «وقت للخراب القادم» (رواية)، 2009[8][9]
- «وجوهٌ متورطة» (مجموعة قصصية)، 2013[10]
- «الركض في شهوة النار» (مجموعة قصصية)، 2015[11]
- «شهية السرد الخليجي» (قراءات)، 2016[12][13]
- «فزاعة بوجه الريح.. كاكاشي» (رواية)، 2019[14]